# Laketown (Utah)
Laketown è una città degli Stati Uniti d'America, situata nello Stato dello Utah, nella Contea di Rich.